# لويز هنريكي دوس سانتوس جونيور
لويز هنريكي دوس سانتوس جونيور (بالبرتغالية: Luiz Henrique dos Santos Júnior) هو لاعب كرة قدم برازيلي في مركز ظهير، ولد في 17 يناير 1998 في سالفادور في البرازيل. لعب مع نادي لوندرينا.

## وصلات خارجية
- لويز هنريكي دوس سانتوس جونيور على موقع قاعدة بيانات كرة القدم.إي يو (الإنجليزية)
- لويز هنريكي دوس سانتوس جونيور على موقع Soccerway.com (الإنجليزية)